# بيت ابو هادي (الشاهل)

تعديل مصدري - تعديل

بيت أبو هادي هي إحدى قرى عزلة جانب اليمن بمديرية الشاهل التابعة لمحافظة حجة، بلغ تعداد سكانها 319 نسمة حسب تعداد اليمن لعام 2004.